# Phoenix AG für Bergbau und Hüttenbetrieb
Die Phoenix AG für Bergbau und Hüttenbetrieb war ein vertikal integrierter deutscher Montankonzern. Nach dem Zweiten Weltkrieg ab 1955 firmierte sie als Phoenix-Rheinrohr AG und wurde 1965 schließlich von der Thyssen-Gruppe übernommen. Das Stammwerk in Duisburg-Ruhrort ist weiterhin in Betrieb und gehört seit 2007 zum ArcelorMittal-Konzern.

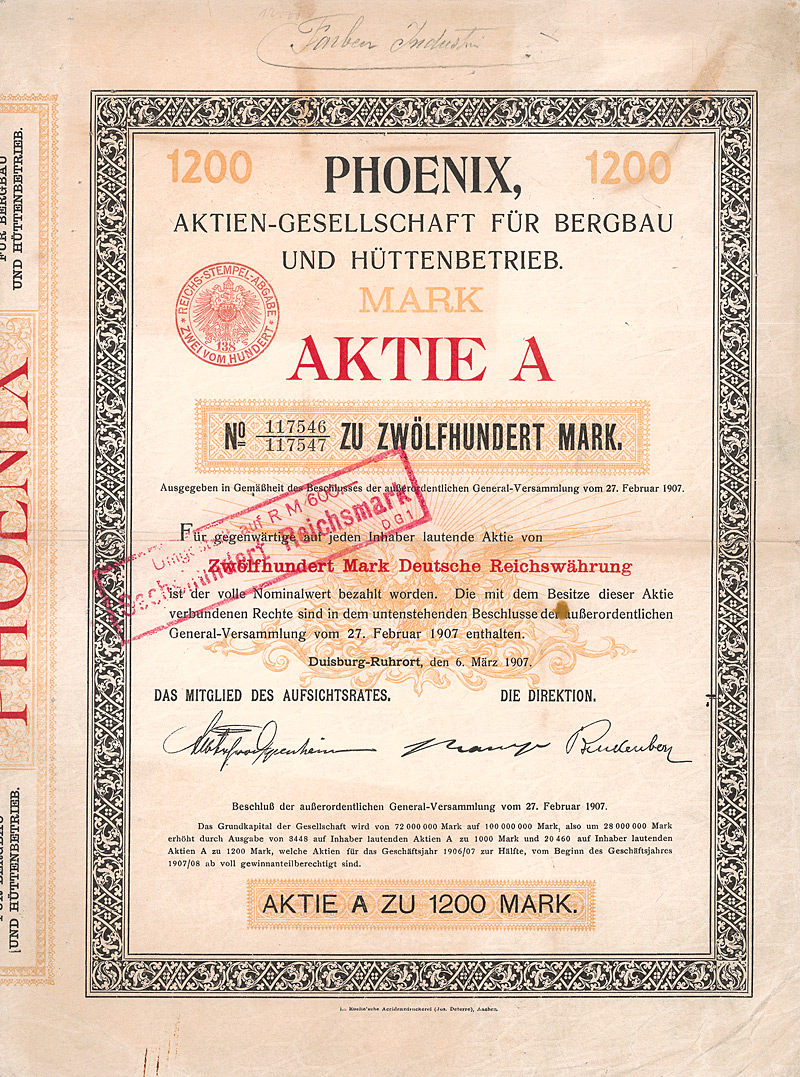
Aktie über 1200 Mark der Phoenix AG für Bergbau und Hüttenbetrieb vom 6. März 1907

## Geschichte

### Gründung und Konsolidierung
Die Phoenix wurde 1852 u. a. von Anton Wilhelm Hüffer und Télémaque Fortuné Michiels sowie französischen Kapitalgebern als Anonyme Gesellschaft (Aktiengesellschaft) mit Sitz in Eschweiler-Aue gegründet. Man hatte von vornherein das Ziel, alle Stufen des Eisengewerbes abzudecken vom Erz- und Kohlebergbau über die Verhüttung und Herstellung von Roheisen bis zur Weiterverarbeitung der Metalle.
Als Grundstock übernahm man 1853 das Unternehmen T. Michiels & Cie., mit Puddel- und Walzwerken in Eschweiler-Aue und einem jährlichen Ausstoß von rund 20.000 t Eisenwaren seinerzeit eine der bedeutendsten Anlagen im rheinischen Revier. In den Jahren von 1854 bis 1856 errichtete die Phoenix Eisenwerke in Laar und Kupferdreh. In Laar wurden bis 1856 vier Hochöfen, 52 Puddelöfen und Walzstraßen für Luppen, Stabstahl, Knüppel (bis heute Hauptprodukt der Hütte Ruhrort) und Schienen in Betrieb genommen, es wurden 1856 bereits 1.600 Mitarbeiter beschäftigt. 1855 wurde das französische Unternehmen Société des Mines et Fonderies du Rhin Ch. Détillieux & Co., die in Bergeborbeck bei Essen vier Jahre zuvor ein Hüttenwerk errichtet hatte, in die Phoenix AG aufgenommen; Charles Détillieux wurde Generaldirektor, der Sitz des Unternehmens wurde von Eschweiler nach Köln verlegt. Durch den Zusammenschluss kamen u. a. weitere Hochöfen mit gutem Anschluss zum Bahnhof Bergeborbeck (an der CME) sowie erste Gruben zu dem Unternehmen. Zur Phoenix gehörten damit zahlreiche Erzgruben in Nassau (Lahn), an der Sieg sowie an Rhein und Mosel. Für die Kohleversorgung hatte man 1854 von der Familie Stinnes die Zechen Graf Beust und Carolus Magnus langfristig gepachtet.
Nach einer finanziell kritischen Phase ab ca. 1858 und der Sanierung des Unternehmens durch David Hansemann erfolgte eine positive Entwicklung, die bis 1872 anhielt. Vor allem das Werk in Laar profitierte von seiner günstigen Lage am Rhein und konnte seine Produktion auf etwa 35.000 t jährlich steigern. Es waren vier Hochöfen in Betrieb, 1873 führte man das Bessemer- und Siemens-Martin-Verfahren ein, womit nun Flussstahl hergestellt werden konnte. Man hatte sich dort auf die Produktion von Eisenbahnschienen spezialisiert, während das Stammwerk in Eschweiler vornehmlich Handels- und Formeisen produzierte sowie Räder und Radsätze für die Eisenbahn.

1873 erfolgte mit dem Ausbruch der Gründerkrise ein neuerlicher Einbruch. Der Eisenbahnbau war zum Stillstand gekommen, und die gesamte Stahlwirtschaft erlebte eine lang anhaltende Rezession bis ca. 1879. Danach ging es bei der Phoenix AG wirtschaftlich, aber auch technisch wieder aufwärts. Im Jahr 1880 gelang es dem Ingenieur Franz Freudenberg beim Phoenix-Werk in Laar erstmals, einteilige Rillenschienen zu walzen. 1881 kaufte die Phoenix – wie viele andere Eisenwerke – das Thomas-Verfahren, 1884 wurde der erste Thomasstahl erblasen, der allerdings zunächst nicht die nötige Härte für die Herstellung von Schienen erreichte. Abhilfe schuf das von Phoenix entwickelte und patentierte Kohlungsverfahren, nach dem das fast vollständig entkohlte Eisen nach dem Abgießen durch Zusatz von Kokspulver auf jede beliebige Härte gebracht werden kann.

Schienenverladung in Ruhrort um 1910

Es folgten weitere Übernahmen, unter anderem der Meidericher Steinkohlenbergwerks-AG (1896), der Westfälischen Union (1898) und der AG Steinkohlenbergwerk Nordstern (1907). Zwischen 1873 und 1903 war August Servaes Vorstandsvorsitzender. 1906 fusionierte Phoenix mit dem Hörder Bergwerks- und Hütten-Verein, 1907 wurde Bergassessor Christian Dütting Leiter der Phoenix, und 1908 wurde der Hauptsitz der Gesellschaft nach Hörde verlegt. 1910 schließlich wurden die Düsseldorfer Röhren- und Eisenwalzwerke AG, ein Unternehmen der Familie Poensgen, Teil der Phoenix, 1911 wurde der Düsseldorfer Stahlmagnat Ernst Poensgen Vorstandsmitglied. 1914 wurde das Hüttenwerk in Kupferdreh aufgrund der ungünstigen Lage des Werks geschlossen. 1921/1922 verlegte das Unternehmen seinen Sitz nach Düsseldorf. 1923 wurde nun auch das Hüttenwerk Bergeborbeck im Rahmen der Krise um die Ruhrbesetzung geschlossen. Von 1923 bis 1926 wurde auf dem ehemaligen Eiskellerberg das neue Verwaltungsgebäude errichtet.

1926 beteiligte sich die Phoenix an der Gründung der Vereinigte Stahlwerke AG (Vestag), die das Phoenix-Haus als Zentrale nutzte, und dann 1928/1929 in den Neuen Stahlhof umzog. Die Vermögenswerte wurden auf die Vestag übertragen, im Gegenzug erhielt Phoenix eine Aktienbeteiligung von 26 %. Phoenix blieb eine reine Mantelgesellschaft, bis sie 1933 zusammen mit anderen Gesellschaften komplett mit der Vereinigte Stahlwerke AG verschmolzen wurde.

Phoenix-Hochofenwerk in Hörde um 1910

### Entwicklung nach dem Zweiten Weltkrieg
1947 wurde die Hütte Ruhrort-Meiderich aus der Vestag entflochten und erhielt 1952 den Namen Hüttenwerke Phoenix AG, womit der Name wieder verwendet wurde. Der ehemalige Hüttenbetrieb Meiderich wurde ebenfalls der Phoenix angegliedert. 1955 wurde sie mit der Rheinischen Röhrenwerke AG in Mülheim an der Ruhr, auch ein Nachfolgeunternehmen der Vereinigte Stahlwerke AG (das ehemalige Thyssen-Werk Styrum), zur neu gegründeten Phoenix-Rheinrohr AG Vereinigte Hütten- und Röhrenwerke zusammengeschlossen. Architekt dieser Fusion war Fritz-Aurel Goergen (1909–1986), seit 1947 Leiter des Hüttenwerkes Phoenix. Er wurde der Generaldirektor des neuen Unternehmens, Hauptaktionärin war Amélie Thyssen. Die Werke in Dortmund waren bereits 1933 mit der ehemaligen Dortmunder Union zusammengeschlossen und in die Dortmund-Hörder Hüttenunion AG als Tochterunternehmen der Vestag eingebracht worden. 1960 wurde der Hauptsitz erneut nach Düsseldorf verlegt; die neue Konzernzentrale, das heutige Dreischeibenhaus, wurde bezogen.
Mitte 1957 verlor Goergen den Machtkampf mit Hans-Günther Sohl von der August Thyssen-Hütte (Hauptaktionärin Anita Zichy-Thyssen) und wurde mit 2,64 Mio. DM Abfindung entlassen. In den folgenden Jahren waren der 1953 ins Unternehmen eingetretene Ernst Wolf Mommsen und Hermann Theodor Brandi die prägenden Manager des Unternehmens. Von 1957 bis 1965 wuchs die Stahlproduktion von 2,4 Mio. auf 3,4 Mio. t, der Umsatz von 1,6 auf 1,9 Mrd. D-Mark und die Zahl der Beschäftigten von 30.000 auf knapp 33.000. Bedeutend war vor allem das Exportgeschäft, insbesondere mit der Sowjetunion. Die Rohstahlproduktion wurde hierbei modernisiert, die veralteten Thomas- und Siemens-Martin-Werke in Ruhrort wurden 1959 und 1966 durch ein modernes Blasstahlwerk nach dem Linz-Donawitz-Verfahren ersetzt.
Nachdem die August Thyssen-Hütte AG trotz Widerstands der Montanunion die Aktienmehrheit erlangt hatte, wurde die Phoenix-Rheinrohr 1965 zu Thyssen Röhrenwerke AG, nun mit Mommsen als Vorstandsvorsitzendem, umfirmiert. Das Hüttenwerk Ruhrort und der Hüttenbetrieb Meiderich wurden hierbei direkt der August Thyssen-Hütte (ATH) als Werksteil Ruhrort/Meiderich angegliedert. 1970 wurden die Thyssen Röhrenwerke, nachdem Thyssen und Mannesmann Röhrenproduktion gegen Flachstahlaktivitäten ausgetauscht hatten, in die Mannesmannröhren-Werke AG eingebracht.

## Standorte heute

### ArcelorMittal Duisburg GmbH

Logo ArcelorMittal, seit 2007 Besitzer der Phoenix-Hütte Ruhrort

Die Hütte in Ruhrort wurde, nach der Entscheidung der Thyssen Stahl AG, das Langstahl-Geschäft abzugeben, 1997 an die britisch-indische ISPAT Steel verkauft. Seit 2007 ist es Teil des ArcelorMittal-Konzerns und produziert mit einem Oxygenstahlwerk Rohstahl und verarbeitet diese zu Knüppeln (stranggegossen und gewalzt), Stabstahl sowie seit der Verlegung der Walzstraßen von Hochfeld 2013 auch zu Walzdraht weiter. Das Roheisen wird in Torpedowagen von thyssenkrupp Steel Europe aus Bruckhausen und Schwelgern angeliefert. Es werden rund 900 Mitarbeiter beschäftigt. Die Rohstahlproduktion beträgt rund 1 Mio. t pro Jahr. Der letzte Hochofen im Werk wurde 1993 stillgelegt, noch 1970 wurde mit Hochofen 6 der damals größte Hochofen Europas errichtet.
Für die Erhaltung des Werks setzt sich ArcelorMittal für die Errichtung eines Elektrolichtbogenofens ein, der grünen Strom einsetzen soll und der das CO2-intensive LD-Verfahren ablösen soll. Ebenso soll in dem Ofen der Eisenschwamm aus Hamburg eingeschmolzen und weiterverarbeitet werden. Im Dezember 2024 kündigte ArcelorMittal das Ende des seit 1997 bestehenden Liefervertrags von Roheisen aus den thyssen'schen Hochöfen an, da die CO2-Kosten inzwischen viel zu hoch würden. Dies stellt die Stahlindustrie in Duisburg auf weitere Probleme, da erneut Kapazitäten reduziert werden müssen.

### Weitere Standorte

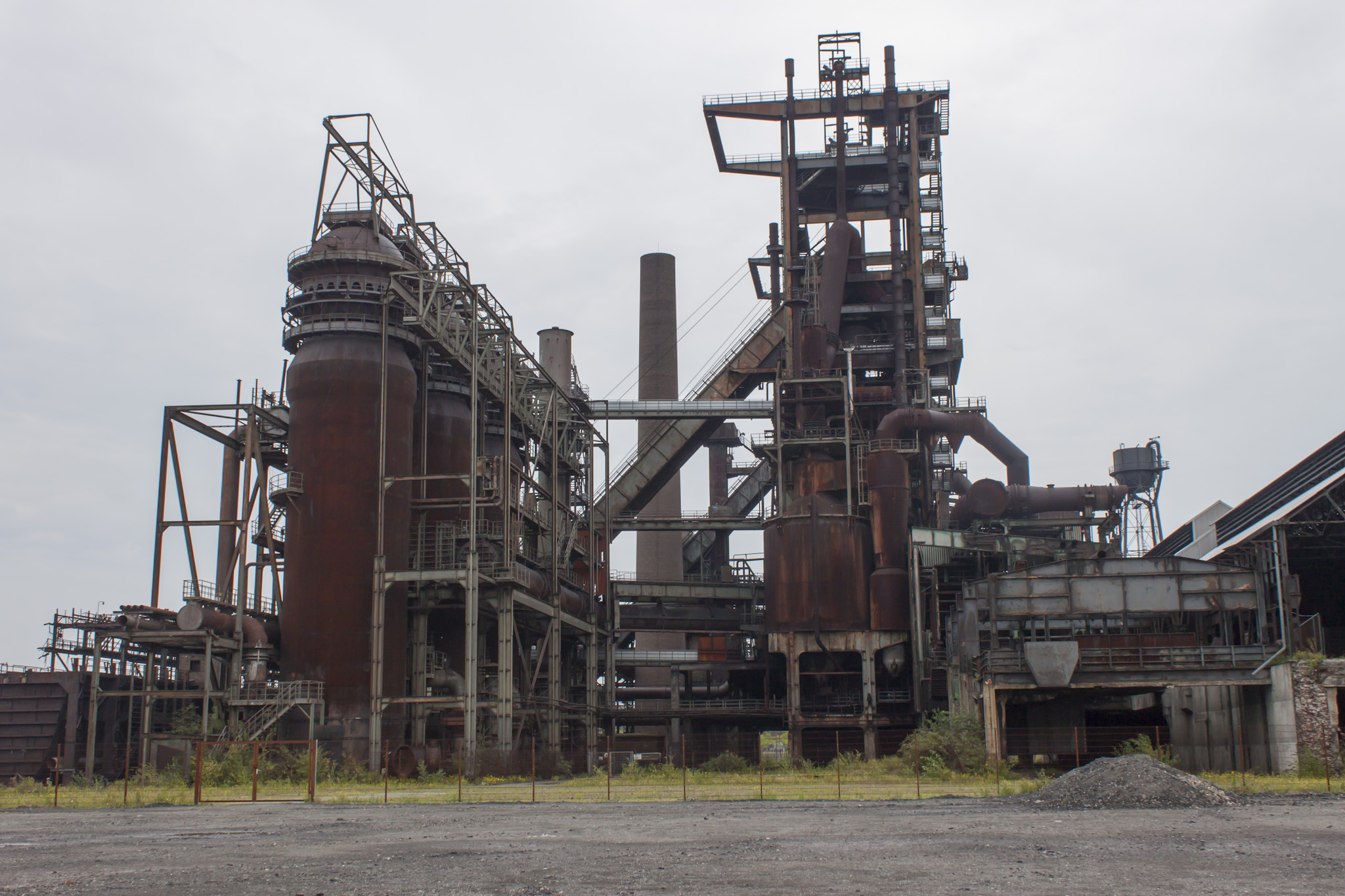
Hochofenwerk Phoenix-West, Dortmund 2010

Die freigelegte Fläche der 1923 stillgelegten Hütte in Bergeborbeck diente in der NS-Zeit als Aufmarschplatz und für andere Propagandaveranstaltungen („Gauland“). Heute liegt auf dem Gelände an der Friedrich-Lange-Straße u. a. das TVN Tennis-Zentrum Essen.
Die frei werdende Fläche der Kupferdreher Hütte wurde zunächst durch die unmittelbar benachbarte Zeche Prinz Friedrich, später Carl Funke genutzt. Heute befindet sich dort die Hochschule der bildenden Künste Essen.
In Dortmund gehört der Name Phoenix bis heute zum Stadtbild. Die Werksanlagen des ehemaligen Hörder Vereins, Phoenix-West und Phoenix-Ost, wurden durch die Thyssen Krupp Stahl AG um die Jahrtausendwende aufgegeben und die Werksanlagen an die chinesische Stahlfirma Jiangsu Shagang verkauft. Auf Phoenix-Ost ist der Phoenix-See entstanden, ein Hochofen auf Phoenix-West ist museal erhalten.

## Personen

### Generaldirektoren
- Johann Baptist Müller-Melchiors (1854–1864)
- Ernst Jeghers (1864–1873)
- Alexander Thielen (1873–1897)
- Wilhelm Beukenberg (1908–1921)

### Vorsitzende des Administrationsrates
- David Hansemann (1852–1864)
- Julius The Losen (ab 1864)